# Weinber János
Weinber János (Budapest, X. kerület, 1888. január 18. – Budapest, XII. kerület, 1958. február 3.) válogatott magyar labdarúgó, hátvéd, fedezet. Testvére Weinber József (1883–1921) a Ferencváros kapusa volt. A sportsajtóban Weinber II néven volt ismert.

## Pályafutása

### Klubcsapatban
1906 és 1914 között a Ferencvárosban összesen 239 mérkőzésen szerepelt (111 bajnoki, 89 nemzetközi, 39 hazai díjmérkőzés) és 14 gólt szerzett (9 bajnoki, 5 egyéb). Ötszörös magyar bajnok az FTC-vel.

### A válogatottban
1909 és 1911 között három alkalommal szerepelt a magyar válogatottban.

## Sikerei, díjai
- Magyar bajnokság
  - bajnok: 1908–09, 1909–10, 1910–11, 1911–12, 1912–13
  - 2.: 1907–08, 1913–14
- Magyar kupa
  - győztes: 1913
- Ezüstlabda
  - győztes: 1908, 1909
- Challenge Cup
  - győztes: 1909
- az FTC örökös bajnoka: 1925

## Statisztika

### Mérkőzései a válogatottban
| Magyarország | Magyarország    | Magyarország                | Magyarország | Magyarország | Magyarország | Magyarország | Magyarország | Magyarország |
| #            | Dátum           | Helyszín                    | Hazai        | Eredmény     | Vendég       | Kiírás       | Gólok        | Esemény      |
| ------------ | --------------- | --------------------------- | ------------ | ------------ | ------------ | ------------ | ------------ | ------------ |
| 1.           | 1909. május 29. | Budapest, Millenáris-pálya  | Magyarország | 2 – 4        | Anglia       | barátságos   | -            |              |
| 2.           | 1911. január 6. | Milánó, Stadio Civico Arena | Olaszország  | 0 – 1        | Magyarország | barátságos   | -            |              |
| 3.           | 1911. január 8. | Zürich                      | Svájc        | 2 – 0        | Magyarország | barátságos   | -            |              |
|              | Összesen        |                             |              | 3            | mérkőzés     |              | 0            | gól          |